# Peter Gröning
Peter Gröning (nascido em 26 de maio de 1937) é um ex-ciclista alemão que competiu no ciclismo nos Jogos Olímpicos de Verão de 1960, pela equipe Alemã Unida, ganhando a medalha de prata na perseguição por equipes.